# Joaquim Agostinho da Silva Ribeiro
Joaquim Agostinho da Silva Ribeiro, meglio conosciuto come Agostinho (Paços de Ferreira, 15 settembre 1975), è un ex calciatore portoghese, centrocampista.

## Carriera

### Club
Ha giocato con Vitoria Guimaraes, Real Madrid, Siviglia, Salamanca, Las Palmas, Malaga, Paris Saint-Germain, Moreirense, Polideportivo Ejido, Felgueiras, Rio Ave, Valdevez e Palencia.

### Nazionale
Ha più volte rappresentato la Nazionale portoghese Under-21, segnando anche una rete.